# Centre-Val de Loire
Centre-Val de Loire (magyarul am. Közép–Loire-völgy, teljes neve franciául Région Centre-Val de Loire) Franciaország egyik közigazgatási régiója. Az ország északi felének nagyjából a közepén terül el. Székhelye és a regionális prefektúra Orléans, legnagyobb és legnépesebb városa Tours. Névadója a Loire, az ország leghosszabb folyója.
Területe 39 151 km². Az anyaországban a hatodik a terület nagyságát tekintve és a tizenkettedik a lakosság számát tekintve. Népsűrűsége a szomszédos Île-de-France-éval (987 fő/km²) összehasonlítva rendkívül alacsony (66 fő/km²). A régiót hat megye alkotja: Cher (megye), Eure-et-Loir, Indre, Indre-et-Loire, Loir-et-Cher, Loiret.

## Földrajz
Centre-Val de Loire északon, északkeleten Île-de-France, északnyugaton Normandia, keleten Burgundia-Franche-Comté, délkeleten Auvergne-Rhône-Alpes, délen és délnyugaton Új-Aquitania, nyugaton Loire mente régióval határos.
A régió legnagyobb része alacsony, sík terület, az üledékes Párizsi-medence része: völgyekkel szabdalt síkságok, dombok és alacsony fennsíkok, vizes élőhelyek alkotják. Csak egy kisebb déli területrész kapcsolódik (Indre megyében) a Francia-középhegység kristályos képződményeihez. A régió legmagasabb pontja Cher megyében van (Motte d’Humbligny, 429 m).
A Loire, Franciaország leghosszabb folyója (1006 km) a régió négy megyéjét is érinti. Felső folyása a keleti Cher megye és a szomszédos Burgundia-Franche-Comté régió közös határán halad észak felé, majd Loiret megye területén át északnyugat felé. A folyó Orléans-nál nagy kanyart tesz, onnan Loir-et-Cher, majd Indre-et-Loire megyében délnyugatra, nyugatra tart. A régiót a Vienne mellékfolyó torkolata után hagyja el és Loire mente régióban folytatja útját az óceán felé. Nagyobb mellékfolyói közül a régió területén ömlik a Loire-ba a Cher, az Indre és a Vienne.
Centre-Val de Loire-nak három regionális természeti parkja (natúrparkja) van: északnyugaton Perche, délen Brenne (tóvidék, több mint 2700 kis tóval) és nyugaton  Loire-Anjou-Touraine (a Loire mentén). További jellegzetes természeti táj a Beauce mészkőfennsík, valamint a Loire által kettéosztott nagy erdőterület: a folyótól délre a homokos-agyagos Sologne-erdő, északra pedig az Orléans-erdő, utóbbi Franciaország legnagyobb állami tulajdonú erdeje.

## Közigazgatás
Centre-Val de Loire nagyjából három egykori történelmi régió területét foglalja magába, ezek: Berry, Orléanais és Touraine.
Eredetileg Centre (’központ’) néven, további 21 közigazgatási régióval együtt az 1960-as és 1970-es évek folyamán hozták létre az ország decentralizációs reformjának részeként. A többi régióval együtt 1982-ben „területi közösség” (collectivité territoriale) státuszt kapott. A Centre nevet sokan ellenezték, de megváltoztatására évekig kellett várniuk. Végül a területi reformról szóló 2015. évi törvény a régió nevét Centre-Val de Loire-ra változtatta, de a területét érintetlenül hagyta, – miközben több régiót összevontak, és az anyaországi régiók számát huszonkettőről tizenháromra csökkentették.
Centre-Val de Loire régiót 6 megye alkotja. Fővárosa Orléans, Loiret megye székhelye.

|    | Megye          | Prefektúra  | Kerület | Kanton | Község |
| -- | -------------- | ----------- | ------- | ------ | ------ |
| 18 | Cher           | Bourges     | 3       | 19     | 286    |
| 28 | Eure-et-Loir   | Chartres    | 4       | 15     | 365    |
| 36 | Indre          | Châteauroux | 4       | 13     | 241    |
| 37 | Indre-et-Loire | Tours       | 3       | 19     | 272    |
| 41 | Loir-et-Cher   | Blois       | 3       | 15     | 267    |
| 45 | Loiret         | Orléans     | 3       | 21     | 325    |
|    | Összesen:      | Összesen:   | 20      | 102    | 1756   |

## Történelem
A Loire völgyét az őskor óta lakják, és a jelenlegi településszerkezet lényegében már a gall-római korban kialakult. A Loire határfolyó volt először Aquitania és Gallia Lugdunensis római provincia, majd a frankok és a vizigótok között. Számos történelmi esemény játszódott le völgyében: harc a mór seregek ellen (tours-i csata, 732), az angolok által elfoglalt Orléans felszabadítása  Jeanne d’Arc-kal a francia csapatok élén (1429. május), az amboise-i békekötés (1563) és a hugenotta háborúk néhány epizódja (16. század), a porosz–francia háború coulmiers-i csatája (1870. november) és sok egyéb.
Különböző időkben Orléans, Blois, Tours, Amboise és több más Loire menti kastély is francia királyok rezidenciája volt. 1418 tavaszán a leendő VII. Károly király ide menekült Párizsból, melyet az angolokkal szövetségben lévő burgundiak foglaltak el. Ezzel kezdődött a francia királyok gyakori tartózkodása a Loire völgyében (VIII. Károly, XII. Lajos és I. Ferenc). Itáliai hadjárataik során megismerték az ottani kultúra és építészet gazdagságát, majd Amboise és Blois zord középkori erődítményeit fényűző rezidenciákká alakították át. A korszak kiemelkedő alkotása a chambord-i kastély, 440 helyiségével. Építését a Milánói Hercegség felett aratott marignani győzelem (1515) után  I. Ferenc rendelte el. Később számos főúr is felépítette kastélyát a Tours és Orléans közötti Loire-vidéken.
Nem véletlen, hogy a kastélyok és a városok épp a Loire vidékén épültek, ugyanis itt volt az óceánig vezető fő víziút. A hidakon kívül az első jelentős árvízvédelmi művek, gátak, zsilipek a 12. századból származnak. A folyókat a meder szabályozásával és oldalcsatornák építésével több száz kilométer hosszan fokozatosan hajózhatóvá tették. Könnyű, négyszögletes vitorlájú, lapos fenekű hajókat építettek, amelyek képesek voltak átjutni a Loire-on gyakori homokpadokon és a nyugati széllel felfelé haladni a folyón. Ez a kereskedelmi útvonal biztosította a régió és a városok gazdasági fejlődését. A 18. században hajók ezrei használták a víziutat Nantes és a Felső-Loire között. Az Amerikából származó cukorral vagy a Nantes-ban szárított hallal megrakott hajók találkoztak az Anjou tartományból a folyón lefelé küldött búza és a Francia-középhegységből származó szén- és faáru szállítmányaival. Az első gőzhajó 1829-ben kötött ki az orléans-i rakparton, és 1843-ban nyitották meg a Párizs–Orléans vasútvonalat. A vasút azonban egyre nagyobb teret hódított, és a Loire mint kereskedelmi vízi útvonal elvesztette korábbi jelentőségét.

## A világörökség része, turizmus
Korunkra a Loire-völgy, elsősorban több évszázados történelmi kastélyainak köszönhetően, nemzetközi hírű idegenforgalmi célponttá vált és így a gazdaságnak is fontos része lett. A régió szállodáiban és kempingjeiben összesen 8,3 millió vendégéjszakát töltöttek 2019-ben. Ugyanebben az évben egyedül a nemzeti tulajdonú chambord-i kastélyban több mint 1,1 millió látogatót regisztráltak.
Az UNESCO 2000-ben a Loire-völgy kb. 280 km hosszú szakaszát kultúrtájként – tájképi, építészeti és történelmi értékeit elismerve – a világörökség részévé nyilvánította. Ez a legnagyobb franciaországi világörökségi helyszín, amely keleten a Loire parti Sully-sur-Loire községnél kezdődik és a nyugati Chalonnes-sur-Loire községig tart.

## Népesség
| Lakosok száma | 2 570 546 | 2 577 435 | 2 578 592 | 2 576 252 | 2 572 853 | 2 573 180 | 2 574 863 | 2 573 303 | 2 581 597 |
|               | 2013      | 2014      | 2015      | 2017      | 2018      | 2019      | 2020      | 2021      | 2022      |

A lakosság területi eloszlása nagyon egyenetlen. A két nagy történelmi város, Tours és Orléans népessége meghaladja a százezer főt (kb. 136 000 és 115 000 fő). Loiret megyében él a régió lakosságának több mint negyede (26%), Indre megyében azonban csupán a 8,5%-a. A régió népsűrűsége (66 fő/km²) nem csak a szomszédos Île-de-France-étól, hanem az anyaországénak átlagától is (118 fő/km²) messze elmarad.

## Gazdaság

### Ipar
A régió ipara sok kis- és középvállalkozás, valamint számos nagyvállalat (pl. Laboratoires Servier, John Deere, Guerlain, Savane Brossard stb.) tevékenységéből áll össze. Az ipar a dolgozó népesség kb. 20%-át foglalkoztatja, az ipari termelés jelentős része a két nagyváros, Tours és Orléans körül koncentrálódik. Centre-Val de Loire a gyógyszerészeti és kozmetikai termékek (parfümök) gyártásában és az agrár-élelmiszeripari termelésben az ország egyik élenjáró régiója.
A francia gazdaságban ún. pôle-okat hoztak létre, melyek egy-egy versenyképes ágazatban működő különféle – termelő, kutató, oktatási – szervezeteket fognak össze a fejlődés és az innováció segítésére. Centre-Val de Loire-ban ilyen pôle a számos gyógyszeripari vállalatot tömörítő Polepharma, székhelye Dreux-ben van (Eure-et-Loir megye). Az ipari gumi, polimerek és műanyaggyártási ágazathoz tartozó Polymeris, amely a korábbi Elastopôle-ból alakult, 380 vállalkozást, laboratóriumot, egyetemi kutatóhelyet tömörít, hogy együttműködve projekteket fejlesszenek. Központja ugyan Lyonban van, de telephelye Orléansban működik.
Az Aérocentre regionális központot (klasztert) 2009-ben hozták létre Centre-Val de Loire régió repülési, védelmi és űripari ágazatának fenntartása és fejlesztése érdekében. Központja Châteauroux megyeszékhely mellett, Déols-ban  működik. A hozzá tartozó 325 létesítménnyel és húszezernél több munkahellyel a régió egyik legnagyobb munkaadója. Több híres céget foglal magába (pl. Mecachrome,  Thales Group, Zodiac Aérospace [a Safran ipari és technológiai csoport része]).
A parfüm- és kozmetikai ágazat a régióban az 1970-es években honosodott meg. Az immár  Cosmetic Valley néven ismert klaszter (pôle) 630 tagot tömörít (országosan az ágazat 3200 vállalatának 20%-át), más régiókban is. Terjeszkedése ellenére székhelye folyamatosan Chartres-ban maradt. Kutatási és képzési programjainak partnere mások mellett az orléans-i és a tours-i egyetem is. További pôle-ok alakultak a villamosenergia és a megújuló energiaforrások, valamint a vízzel és természeti környezettel kapcsolatos ökotechnológiák területén is.
A régióban négy atomerőmű üzemel: Belleville-sur-Loire, Chinon, Dampierre-en-Burly, Saint-Laurent-des-Eaux (az utóbbi település beolvadt Saint-Laurent-Nouan községbe).

### Mezőgazdaság, élelmiszerfeldolgozás
A régió területének 72%-a mezőgazdasági terület, szemben a franciaországi 51%-kal; az erdők és a regionálos természeti tájak a terület kisebb hányadát teszik ki (23%, szemben az országos 31%-kal).
Centre-Val de Loire a francia gabonatermesztés egyik központja, 2–3. legnagyobb termelője. A mezőgazdasági művelés alá vont terület kb. felén gabonaféléket termesztenek: évente átlag 8,7 millió tonna gabonát, ebből 4,6 millió tonna lágybúzát (búzalisztek, pl. bagett, kekszek készítéséhez), 2 millió tonna árpát, 1,3 millió tonna kukoricát és 550 555tonna durumbúzát termelnek.
Legjelentősebb a Beauce-vidék, melynek gazdaságai a Loire-tól északra fekvő megyékben (Eure-et-Loir, Loiret, Loir-et-Cher), valamint a szomszédos Île-de-France két megyéjében (Essonne, Yvelines), összesen mintegy 575 ezer hektáron terülnek el. A vidék kedvező természeti adottságokkal rendelkezik: gazdag talajok, sík domborzat, viszonylag száraz nyár. A beauce-i termelési rendszert a nagy területű gazdaságok sora és a gépesítés magas foka jellemzi. A szántóföldi gabonatermelés kiterjed a berry-i síkságra is. A búzamezők mellett jelentősek a repce, a cukorrépa és a napraforgó vetésterületei is. A feldolgozást 25 malom és 10 állattakarmány-gyártó üzem végzi.
A régió a minőségi kecskesajtgyártás és -forgalmazás központja. Három déli megye 590 kecskefarmján évi 66 millió liter kecsketejet állítanak elő. Ennek jelentős részét tíz feldolgozó üzemben oltalom alatt álló eredetmegjelöléssel (OEM) ellátott sajttá dolgozzák fel. Ismert sajtfajtái pl.: Crottin de Chavignol, Pouligny Saint-Pierre.
A Loire és a Cher folyók mentén a kertészet, a szőlőtermesztés és a borászat a meghatározó. Híres borvidék többek között: Sancerre, Vouvray, Bourgueil, Chinon.